# Половинский сельсовет (Целинный район)
Полови́нский сельсовет — упразднённые административно-территориальная единица и муниципальное образование со статусом сельского поселения в составе Целинного района Курганской области.
Административный центр — село Половинное.
Законом Курганской области от 29.06.2021 № 73 к 9 июля 2021 года сельсовет упразднён в связи с преобразованием муниципального района в муниципальный округ.

## История
В соответствии с Законом Курганской области от 6 июля 2004 года № 419 сельсовет наделён статусом сельского поселения.

## Население
| 1989  | 2002  | 2004  | 2010  | 2012  | 2013  | 2014  |
| ----- | ----- | ----- | ----- | ----- | ----- | ----- |
| 2131  | ↘1780 | ↘1748 | ↘1377 | ↘1346 | ↘1295 | ↘1288 |
| 2015  | 2016  | 2017  | 2018  | 2019  | 2020  |       |
| ↗1295 | ↘1272 | ↗1276 | ↘1258 | ↘1210 | ↘1190 |       |

## Состав сельского поселения
| № | Населённый пункт | Тип населённого пункта       | Население |
| - | ---------------- | ---------------------------- | --------- |
| 1 | Воздвиженка      | деревня                      | ↘223      |
| 2 | Дудино           | деревня                      | ↘135      |
| 3 | Половинное       | село, административный центр | ↘989      |
| 4 | Чертово          | деревня                      | ↘30       |